# Arthroleptis anotis
Arthroleptis anotis Loader, Poynton, Lawson, Blackburn & Menegon, 2011 è un anfibio anuro, appartenente alla famiglia degli Artroleptidi.

## Etimologia
L'epiteto specifico, dal greco an- (senza) e otos (orecchio), si riferisce al fatto che questa è l'unica specie nota del genere Arthroleptis a cui manchi un orecchio esternamente visibile.

## Distribuzione e habitat
Endemica della Tanzania, si trova a 1900 metri di altitudine sui Monti Pare.